# FPG-82
O FPG-82 é um kit de asas guiado por GPS para bombas da classe Mk-82, em desenvolvimento pela Friuli Aeroespacial, para a Força Aérea Brasileira.

## Serviço
A FPG-82 vai equipar os F-5BR e AMX da Força Aérea e os A-4 da aviação da Marinha Brasileira.

## Características
O kit adiciona um sistema de navegação por GPS de 40 kg e asas dobráveis que se abrem no lançamento permitindo que a bomba plane por 80 km.